# Елкпорт (Айова)
Елкпорт (англ. Elkport) — місто (англ. city) в США, в окрузі Клейтон штату Айова. Населення — 29 осіб (2020).

## Географія
Елкпорт розташований за координатами 42°44′30″ пн. ш. 91°16′30″ зх. д. / 42.74167° пн. ш. 91.27500° зх. д. (42.741574, -91.274940).  За даними Бюро перепису населення США в 2010 році місто мало площу 0,65 км², уся площа — суходіл.

## Демографія
Згідно з переписом 2010 року, у місті мешкало 37 осіб у 12 домогосподарствах у складі 8 родин. Густота населення становила 57 осіб/км².  Було 15 помешкань (23/км²).
Расовий склад населення:
| - 100,0 % — білих |

До двох чи більше рас належало 0,0 %. Частка іспаномовних становила 0,0 % від усіх жителів.
За віковим діапазоном населення розподілялося таким чином: 29,7 % — особи молодші 18 років, 64,9 % — особи у віці 18—64 років, 5,4 % — особи у віці 65 років та старші. Медіана віку мешканця становила 33,3 року. На 100 осіб жіночої статі у місті припадало 105,6 чоловіків;  на 100 жінок у віці від 18 років та старших — 116,7 чоловіків також старших 18 років.
Цивільне працевлаштоване населення становило 16 осіб. Основні галузі зайнятості: виробництво — 50,0 %, сільське господарство, лісництво, риболовля — 37,5 %, публічна адміністрація — 12,5 %.